# Karen Verhestraeten
Karen Verhestraeten (Tielen, 23 april 1991) is een Belgische veldrijdster.
Verhestraeten won het zilver bij de Belgische Kampioenschappen veldrijden voor junioren in 2008 achter Sanne Cant. Een jaar later werd ze Belgisch kampioen 2009 en won ze een drietal grote veldritten bij de junioren.
Van 2010 tot en met 2022 eindigde Verhestraeten 11 keer in de top 10 van het BK veldrijden voor elite dames, met een 5e plaats in 2013 en 2020 als hoogste notering. Haar hoogste notering in de UCI World Cup was een 16e plek in Koksijde in eind 2014. Ze nam driemaal deel aan het Wereldkampioenschap veldrijden bij de elite en één keer aan het Europees kampioenschap waarop ze 13e werd in november van 2015. Dankzij winst in Hechtel mocht ze ook in 2020 naar het EK, maar door buikgriep moest ze afzeggen.
Verhestraeten won bij de elite geen grote, internationale wedstrijden, maar wel diverse regionale en kleinere buitenlandse wedstrijden, vaak in het begin van het seizoen. Ze hoort niet bij de top van de sport die goed van het wielrennen kan rondkomen. Daarom werkte de Tielense jarenlang in deeltijd (4/5) als laborante bij Pauwels Sauzen, tot ze in 2021 overstapte naar een voltijdse baan als kwaliteitsverantwoordelijke. Sindsdien slaat ze vaker een grote wedstrijd over om een kleinere wedstrijd te rijden. Ze vindt het 'gewoon leuker om voor een plaats op het podium te kunnen strijden'.
Ter voorbereiding op het veldseizoen reed ze ook wegwedstrijden. Een 12e plek op het Belgisch kampioenschap op de weg van 2019 was haar beste individuele resultaat bij de vrouwen elite. In 2012 won ze de 2e etappe en ploegentijdrit van de Trophée d'Or, samen met Evelyn Arys, Anna van der Breggen, Vera Koedooder, Birgit Lavrijssen en Geerike Schreurs.
In 2022 koos ze voor een zomerse voorbereiding op de mountainbike en werd ze 5e op het BK MTB Marathon. In september van dat jaar, terug in het veld, werd ze tweede en eerste eliterenster achter juniore Lore Sas bij Provinciale kampioenschap van Antwerpen in Vorselaar. Een week later won ze de cross in haar eigen gemeente Kasterlee.

## Palmares veldrijden
Uitslagen bij de junioren staan op een blauwe achtergrond, de overige resultaten zijn bij de elite dames.
| Seizoen | Wereldbeker | Superprestige | Bpost Trofee | WK  | EK  | BK     | Overige                              | Totaal aantal zeges |
| ------- | ----------- | ------------- | ------------ | --- | --- | ------ | ------------------------------------ | ------------------- |
| 2007-08 |             |               |              |     |     | Zilver |                                      | 0                   |
| 2008-09 |             |               |              |     |     | Goud   | Ronse, Zelzate, Houthalen/Helchteren | 4                   |
| 2009-10 |             |               |              |     |     | 10e    |                                      | 0                   |
| 2010-11 |             |               |              |     |     | 13e    |                                      | 0                   |
| 2012-13 |             |               |              |     |     | 5e     | Kasterlee                            | 1                   |
| 2013-14 |             |               |              |     |     | 7e     | Hofstade, Kasterlee                  | 2                   |
| 2014-15 |             |               |              |     |     | 10e    |                                      | 0                   |
| 2015-16 |             |               |              | 30e | 13e | 7e     | Koningshooikt                        | 1                   |
| 2016-17 |             |               |              |     |     | 7e     | Stabroek, Alsemberg                  | 2                   |
| 2017-18 |             |               |              | 35e |     | 8e     | Vorselaar                            | 1                   |
| 2018-19 |             |               |              |     |     | 6e     |                                      | 0                   |
| 2019-20 |             |               |              |     |     | 5e     |                                      | 0                   |
| 2020-21 |             |               |              | 32e |     | 10e    | Hechtel                              | 1                   |
| 2021-22 |             |               |              |     |     | 9e     |                                      | 0                   |
| 2022-23 |             |               |              |     |     | -      | Kasterlee, Dusseldorf                | 1                   |
|         |             |               |              |     |     |        |                                      |                     |
| Totaal  |             |               |              |     |     | 1      | 13                                   | 13                  |